# Храстелниця
Храстелниця (хорв. Hrastelnica) — населений пункт у Хорватії, в Сисацько-Мославинській жупанії у складі міста Сисак.

## Населення
Населення за даними перепису 2011 року становило 897 осіб.
Динаміка чисельності населення поселення:

## Клімат
Середня річна температура становить 11,27 °C, середня максимальна – 25,93 °C, а середня мінімальна – -5,68 °C. Середня річна кількість опадів – 911 мм.
| Клімат поселення                              | Клімат поселення | Клімат поселення | Клімат поселення | Клімат поселення | Клімат поселення | Клімат поселення | Клімат поселення | Клімат поселення | Клімат поселення | Клімат поселення | Клімат поселення | Клімат поселення | Клімат поселення |
| Показник                                      | Січ.             | Лют.             | Бер.             | Квіт.            | Трав.            | Черв.            | Лип.             | Серп.            | Вер.             | Жовт.            | Лист.            | Груд.            |                  |
| Середній максимум, °C                         | 6,41             | 8,54             | 13,03            | 17,53            | 22,72            | 25,93            | 24,94            | 24,03            | 20,23            | 15,06            | 9,60             | 5,24             |                  |
| Середня температура, °C                       | 0,37             | 2,51             | 7,00             | 11,48            | 16,69            | 19,86            | 21,31            | 20,42            | 16,59            | 11,40            | 5,98             | 1,61             |                  |
| Середній мінімум, °C                          | −5,68            | −3,54            | 0,96             | 5,42             | 10,63            | 13,82            | 17,68            | 16,78            | 12,96            | 7,79             | 2,34             | −2,02            |                  |
| Норма опадів, мм                              | 56               | 53               | 62               | 73               | 80               | 91               | 82               | 85               | 82               | 86               | 91               | 70               |                  |
| Середньомісячна швидкість вітру, м/с          | 1.80             | 2.00             | 2.40             | 2.27             | 2.10             | 1.90             | 1.90             | 1.70             | 1.70             | 1.76             | 1.80             | 1.80             |                  |
| Середньомісячна сонячна радіація, кДж/м²·день | 4224             | 7029             | 10714            | 15203            | 19441            | 21592            | 22540            | 19641            | 14514            | 8904             | 4696             | 3461             |                  |
| --------------------------------------------- | ---------------- | ---------------- | ---------------- | ---------------- | ---------------- | ---------------- | ---------------- | ---------------- | ---------------- | ---------------- | ---------------- | ---------------- | ---------------- |
| Джерело:                                      |                  |                  |                  |                  |                  |                  |                  |                  |                  |                  |                  |                  |                  |